# Odontopodisma schmidti
Odontopodisma schmidti är en insektsart som först beskrevs av Franz Xaver Fieber 1853.  Odontopodisma schmidti ingår i släktet Odontopodisma och familjen gräshoppor. Inga underarter finns listade i Catalogue of Life.